# Seitwärtsschnitt
Als Seitwärtsschnitt wird in der Geodäsie ein Schnittverfahren zur Einmessung eines Neupunktes mittels Richtungen bezeichnet. Es hat seinen Namen in Analogie zum Vorwärtsschnitt erhalten.
Im Gegensatz zu diesem, wo die Messung zum Neupunkt von zwei bekannten Punkten aus durchgeführt wird, misst man beim Seitwärtsschnitt nur auf einem bekannten Punkt, jedoch auch den Winkel im Neupunkt.